# USS Stethem (DDG-63)
USS Stethem (DDG-63) — эсминец типа «Арли Бёрк». Построен на верфи Ingalls Shipbuilding, приписан к морской станции Йокосука, Япония.
Эсминец «Стетем» назван в честь водолаза Роберта Дина Стетема, убитого в 1985 году в ходе угона Boeing 727 в Бейрут.